# Canal de Balintang
El canal de Balintang es un curso de agua pequeño, que separa las islas Batanes y las Islas Babuyán, ambas archipiélagos pertenecientes al país asiático de las Filipinas, en el estrecho de Luzón. Cerca se encuentra las islas de Calayán, Camiguín y Babuyán (al sur), mientras que al norte de localizan las de Sabtang y Basco.